# Primeiro-ministro de Marrocos
 O Primeiro-ministro de Marrocos (em árabe:رئيس  حكومة المملكة المغربية) (oficialmente Chefe de Governo) é o chefe de governo do Reino de Marrocos e serve numa posição semelhante a um primeiro-ministro em outras monarquias constitucionais. O primeiro-ministro é escolhido pelo rei de Marrocos do maior partido eleito para o parlamento. A Constituição do Marrocos concede poderes executivos ao governo e permite que o chefe do governo proponha e demitir membros do gabinete, governadores provinciais e embaixadores, supervisionar programas governamentais e a prestação de serviços públicos, e dissolver a câmara baixa do parlamento com a aprovação do rei.
Um primeiro-ministro recém-nomeado é responsável por formar o governo que liderará, liderando as negociações entre o rei e o parlamento para ocupar os cargos ministeriais. Até que o novo governo seja aprovado pelo rei e tome formalmente posse, o parlamento aprova e supervisiona os programas do governo e o serviço público . Não há limites constitucionais para o mandato de um presidente, e vários cumpriram múltiplos mandatos não consecutivos.
Ao contrário dos sistemas presidencialistas típicos em que o presidente é o mais alto líder do executivo e é considerado chefe de governo e chefe de Estado, o chefe de Estado marroquino é o rei que possui poder discricionário substancial sobre o poder executivo e tem autoridade exclusiva sobre o poder executivo, os militares, a religião e o judiciário .

## Lista de Primeiros-ministros
- Lista de primeiros-ministros de Marrocos